# Monasterio de Rodilla
Monasterio de Rodilla település Spanyolországban, Burgos tartományban. Monasterio de Rodilla Galbarros, Santa Olalla de Bureba, Santa María del Invierno, Fresno de Rodilla, Quintanapalla, Valle de las Navas és Rublacedo de Abajo községekkel határos. Lakosainak száma 169 fő (2024).

## Népesség
A település népessége az utóbbi években az alábbiak szerint változott:
| Lakosok száma | 222  | 224  | 215  | 200  | 209  | 185  | 177  | 178  | 164  | 169  |
|               | 2001 | 2004 | 2006 | 2009 | 2011 | 2014 | 2016 | 2019 | 2021 | 2024 |